# Santiago del Nuevo Extremo (banda)
Santiago del Nuevo Extremo es un conjunto musical chileno, formado en 1977 en Santiago de Chile. La banda fue una de las protagonistas del movimiento del canto nuevo durante la dictadura militar, aunque gradualmente evolucionaron hacia la fusión latinoamericana.
Integrado inicialmente por Luis Le-Bert, Pedro Villagra, Julio Castillo y Sebastián Dahm, fue modificando su formato en base al núcleo original de Le-Bert (guitarra, voz) y Villagra (cuerdas, vientos, voz) y desde 1979, Jorge Campos (bajo, voz). Por su formación han pasado algunos de los músicos más destacados de la fusión en el país, tales como Cristián Crisosto o Sergio «Tilo» González, además del político Nicolás Eyzaguirre. 
Ha compartido escenario en varias ocasiones con Inti-Illimani, y fue la base del nacimiento de la banda Fulano.
Su nombre corresponde al mismo que recibió la capital de Chile al momento de ser fundada por Pedro de Valdivia el 12 de febrero de 1541. La banda, que comenzó con un sonido muy acústico, terminó ejecutando una fusión de diversos instrumentos modernos, apreciables en su discografía a partir de su tercer álbum, Barricadas, de 1985.

## Historia
Surgidos en la Facultad de Antropología de la Universidad de Chile como un sutil ensamble vocal con cálidas armonías instrumentales de jazz latino, evolucionaron gradualmente hacia la fusión y el rock de vanguardia, siempre con una lírica original y conmovedora. 
En 1984 durante su primera gira europea a la banda le fueron entregadas las llaves de la ciudad de Liverpool como un reconocimiento a su calidad artística y musical.
Después de su primera ruptura en septiembre de 1986 la banda ha tenido reapariciones entre 1999 y 2020. Cada etapa ha sido acompañada de giras y nuevas grabaciones que han nutrido su variado catálogo independiente, quedando descontinuado este último de los tres primeros discos publicados bajo el sello Alerce (“A mi ciudad”, “Hasta encontrarnos” y “Barricadas”) que nunca han sido reeditados como álbumes.

## Discografía

### Álbumes en estudio
- 1981 - A mi ciudad (Alerce)
- 1983 - Hasta encontrarnos (Alerce)
- 1985 - Barricadas (Alerce)
- 2000 - Salvo tú y yo (Trompe)
- 2011 - Leuda (Trompe)
- 2016 - Santiago del Nuevo Extremo (Autoedición)

### En vivo
- 2001 - Santiago del Nuevo Extremo en vivo (Machi)

### Recopilaciones
- 1998 - Lo mejor de Santiago del Nuevo Extremo, vol 1 (Alerce)
- 2001 - Lo mejor de Santiago del Nuevo Extremo, vol 2 (Alerce)

### Singles
- 1978 - A mi ciudad (Alpec)
- 1979 - A mi ciudad (Alerce)
- 1979 - La tenebrosa lombriz de la noche en la urbe (Alerce)
- 1980 - Son de esta vereda (Alerce)
- 1980 - Simplemente (Alerce)
- 1999 - Tocando el viento (Trompe)
- 2011 - Leuda (Trompe)
- 2019 - La flor nacional (Trompe)

### Colectivos y colaboraciones
- 1980 - Canto Nuevo. Vol. 2 (Alerce)
- 1994 - Antología del Canto Nuevo (Alerce)
- 1995 - Canto Nuevo, antología volumen 2 (Alerce)
- Simplemente (Alerce)
- El canto nuevo 4 (Alerce)
- 2001 - Café del Cerro (Alerce)
- 2005 - Allende: El sueño existe (DVD, Alerce)